# بهداشت گوشت
بهداشت گوشت کتابی از جوزف گریسی، دیوید س. کالینز و روبرت هیوی راجع به اصول معاینهٔ گوشت و بهداشت گوشت است.

## محتوا
این کتاب، ویراستی از کتاب درسنامهٔ بهداشت گوشت اثر ثورنتون و گریسی (۱۹۷۴) است که خود آن کتاب، ویراستی از کتاب درسنامهٔ معاینهٔ گوشت (۱۹۴۹) اثر ثورنتون است. در سال ۲۰۱۴ ویراست یازدهم این کتاب منتشر شده‌است.

## ترجمهٔ فارسی
این کتاب با ترجمهٔ گروه مترجمان در سال ۱۳۸۸ منتشر و در مراسم کتاب سال جمهوری اسلامی ایران به‌عنوان کتاب برگزیده معرفی شد.